# باكو سيرانو
باكو سيرانو (بالإسبانية: Paco Serrano)‏ هو عازف قيثارة إسباني، ولد في 5 سبتمبر 1964.